# غاريقون نضر
غاريقون نضر (الاسم العلمي: Agaricus viridis) هو نوع الفطريات يتبع جنس الغاريقون من الفصيلة الغاريقونية.